# Roberto De Zolt Ponte
Roberto De Zolt Ponte (* 23. Januar 1970) ist ein ehemaliger italienischer Skilangläufer.

## Werdegang
De Zolt Ponte hatte seinen ersten internationalen Erfolg bei den Nordischen Junioren-Skiweltmeisterschaften 1989 in Vang. Dort gewann er die Bronzemedaille über 30 km. Sein Debüt im Skilanglauf-Weltcup hatte er im Dezember 1991 in Silver Star, das er auf dem 61. Platz über 10 km klassisch beendete. Sein erstes Rennen im Continental-Cup lief er im Dezember 1992 in Tauplitz und belegte dabei den 27. Platz über 15 km klassisch. Im selben Monat holte er in Toblach über 30 km Freistil seinen ersten Sieg im Continental-Cup und im Val di Fiemme mit dem zehnten Platz über 30 km Freistil seine ersten Weltcuppunkte. Dies war ebenfalls seine beste Einzelplatzierung im Weltcup. Im Jahr 1997 gewann er den Gsieser-Tal-Lauf über 42 km Freistil. Im Dezember 1998 siegte sie beim Continental-Cup in Brusson über 10 km Freistil und errang beim Weltcup in Santa Caterina den zweiten Platz mit der Staffel. Sein 30. und damit letztes Weltcupeinzelrennen absolvierte er im Dezember 2003 in Toblach, welches er auf dem 16. Platz im 30-km-Massenstartrennen beendete. Ab der Saison 1999/2000 bis zu seiner letzten aktiven Saison 2010/11 startete er vorwiegend im Skilanglauf-Marathon-Cup. Dabei siegte sie in der Saison 2001/02 beim Transjurassienne und belegte beim Engadin Skimarathon den dritten Platz. Er errang damit den zweiten Platz in der Gesamtwertung. In der Saison 2003/04 kam er mit Platz zwei beim American Birkebeiner und Platz eins beim La Sgambeda. In der folgenden Saison wurde er Vierter beim Engadin Skimarathon und Zweiter beim La Sgambeda. Nach Platz sechs beim La Sgambeda zu Beginn der Saison 2005/06, triumphierte er beim Transjurassienne und kam beim American Birkebeiner auf den zweiten und beim Engadin Skimarathon auf den dritten Platz. Er errang damit den dritten Platz in der Gesamtwertung.

## Erfolge

### Siege bei Continental-Cup-Rennen
| Nr. | Datum             | Ort     | Disziplin      | Serie           |
| --- | ----------------- | ------- | -------------- | --------------- |
| 1.  | 15. Dezember 1992 | Toblach | 30 km Freistil | Continental-Cup |
| 2.  | 19. Dezember 1998 | Brusson | 10 km Freistil | Continental-Cup |

### Siege bei Worldloppet-Cup-Rennen
Anmerkung: Vor der Saison 2015/16 hieß der Worldloppet Cup noch Marathon Cup.
| Nr. | Datum             | Ort     | Rennen               | Disziplin                  |
| --- | ----------------- | ------- | -------------------- | -------------------------- |
| 1.  | 17. Februar 2002  | Morez   | Transjurassienne     | 54 km Freistil Massenstart |
| 2.  | 14. Dezember 2003 | Livigno | La Sgambeda          | 42 km Freistil Massenstart |
| 3.  | 12. Februar 2006  | Lamoura | Transjurassienne     | 76 km Freistil Massenstart |
| 4.  | 25. Februar 2006  | Hayward | American Birkebeiner | 52 km Freistil Massenstart |

### Sonstige Siege bei Skimarathon-Rennen
- 1997 Gsieser-Tal-Lauf, 42 km Freistil

## Marathon-Cup-Gesamtplatzierungen
| Saison  | Punkte | Platz |
| ------- | ------ | ----- |
| 2000    | 20     | 52.   |
| 2001    | 50     | 22.   |
| 2002    | 234    | 2.    |
| 2003    | –      | -     |
| 2003/04 | 196    | 6.    |
| 2004/05 | 146    | 11.   |
| 2005/06 | 308    | 3.    |
| 2006/07 | 72     | 18.   |
| 2007/08 | 29     | 52.   |
| 2008/09 | –      | -     |
| 2009/10 | 11     | 108.  |
| 2010/11 | 18     | 80.   |